# Musical Chairs (Hootie & the Blowfish)
Musical Chairs è il terzo album in studio del gruppo musicale statunitense Hootie & the Blowfish, pubblicato nel 1998.

## Tracce
1. I Will Wait– 4:15
2. Wishing – 2:48
3. Las Vegas Nights – 4:05
4. Only Lonely – 4:38
5. Answer Man – 3:22
6. Michelle Post – 2:20
7. Bluesy Revolution – 4:46
8. Home Again – 4:07
9. One By One – 3:50
10. Desert Mountain Showdown – 2:45
11. What's Going On Here – 4:36
12. What Do You Want from Me Now – 3:40

Tracce nascoste
1. Silence – 0:30
2. Silence – 0:30
3. Closet Full of Fear – 3:18